# Contea di Bath (Virginia)
La contea di Bath (in inglese Bath County) è una contea dello Stato della Virginia, negli Stati Uniti. La popolazione al censimento del 2000 era di 5 048 abitanti. Il capoluogo di contea è Warm Springs.